# Лемаев, Василий Петрович
Василий Петрович Лемаев — советский хозяйственный, государственный и политический деятель.

## Биография
Родился в 1902 году в селе Новая Слобода (ныне в составе Арзамасского района Нижегородской области). Член ВКП(б) с 1921 года.
Участник Гражданской войны. С 1924 года — на хозяйственной, общественной и политической работе. В 1924—1962 гг. — член Президиума Исполнительного комитета волостного Совета, председатель волостного местного комитета профсоюза, ответственный секретарь Анкудиновского волостного, Борисо-Покровского районного комитета ВКП(б), заведующий Культурно-пропагандистским отделом Муромского районного комитета ВКП(б), заведующий Организационным отделом Котельничского районного комитета ВКП(б), ответственный инструктор Горьковского краевого комитета ВКП(б), 1-й секретарь Кзыл-Октябрьского районного комитета ВКП(б), 1-й секретарь Северо-Осетинского областного комитета ВКП(б), на партийной и советской работе в Горьковской области.
Избирался депутатом Верховного Совета СССР 1-го созыва.
Умер в Горьком в 1991 году. Похоронен на кладбище «Марьина Роща».